# Svenne Poulsen
Svenne Poulsen (Randers, 11 novembre 1980) è un allenatore di calcio ed ex calciatore danese, di ruolo centrocampista.

## Carriera

### Giocatore
Poulsen cominciò la carriera con la maglia del Randers, quando il club era ancora noto come Randers Freja. Nel 2005, venne ingaggiato dal Midtjylland, per poi passare all'Aarhus un anno più tardi. Dal 2007 al 2013, fu in forza all'Hobro. Terminata questa esperienza, si accordò con il Vorup, con cui concluse la carriera agonistica nel 2017.

### Allenatore
Nel 2021 venne nominato tecnico del Vorup.